# Pavel Rejchrt
Pavel Rejchrt (20. dubna 1942, Litomyšl) je český básník, prozaik a malíř. Vystudoval Komenského evangelickou bohosloveckou fakultu v Praze (absolvoval 1966), byl přijat za kandidáta Svazu čs. výtvarných umělců a v roce 1969 působil jako neordinovaný seniorátní vikář Českobratrské církve evangelické. V letech 1972–1991 se živil restaurováním nástěnné malby. Maluje obrazy, věnuje se kresbě a grafice, od roku 1970 píše poezii, lyrickou prózu apod., ale až do roku 1995 nikde nepublikuje – kromě drobných příspěvků do evangelických časopisů, později také např. do revui Souvislosti. V roce 1986 mu vychází v londýnských Rozmluvách esej „Umění jakožto konflikt teologický“. Žije v Praze a ve Velichovkách u Jaroměře.
Většinu z dvaadvaceti knih, jež mu doposud vyšly v letech 1995–2017, si sám ilustroval. Od roku 1975 až do současnosti uspořádal desítky autorských recitací, po roce 1989 několikrát přednesl své básně v rozhlase, byly o něm natočeny dva televizní medailonky. Je uvedený v Antologii české poezie II (Praha, 2007). Soubor literárně kritických esejů o dosud vydaných knihách Pavla Rejchrta, doplněnou několika souhrnnými studiemi, napsal a roku 2017 v nakladatelství Stefanos vydal pod názvem Vírou k tvorbě, tvorbou k víře Vladimír Novotný.

## Dílo
- Ach nikdy už ne osud (Praha, Mladá fronta 1995) – básně
- Pozdní syn království (Praha, Triáda 1996) – lyricko-reflexivní próza
- Strážce a příchozí (Jindřichův Hradec, Stefanos 1998) – reflexivní prózy, knižní dramata
- Labyrint země Sinear (Praha, Cherm 1999) – básně
- Před tváří Boží (NT Pelhřimov, 1999) – básní
- Dvanáct kázání (Jindřichův Hradec, Stefanos 1999) – literární homilie
- Tvárnosti tušeného (Praha, Kalich 2000) – lyricko-reflexivní próza
- Předvečer úplnosti (Praha, Kalich 2001) – básně s barevnými reprodukcemi obrazů
- Neodbytný průhled (Praha, Cherm 2002) – lyricko-reflexivní próza
- Světlo v čas večera (Jindřichův Hradec, Stefanos 2003) – básně
- Samochodci víry (Jindřichův Hradec, Stefanos 2004) – román
- O smlouvách dvojí krve (Jindřichův Hradec, Stefanos 2005) – monology, dialogy, dramata
- Anastasis (Benešov, Eman 2006) – básně
- Mistr Ryzího snu (Benešov, Eman 2008) – próza, básnická podobenství
- Starými nepokoji (Jindřichův Hradec, Stefanos 2009) – básně
- Světlo tmou zjizvené (Benešov, Eman 2011) – próza
- Vyznání nejistého chodce (Benešov, Eman 2013) – próza
- Ukaž nám cestu (Jindřichův Hradec, Stefanos 2013) – literární homilie
- Lyrika liter (Benešov, Eman 2015) – lettristické básně
- Varta verše (Jindřichův Hradec, Stefanos 2015) – básně
- Lunetové okno (Jindřichův Hradec, Stefanos 2017) – básně
- Marností k naději (Týn nad Vltavou, Nová Forma 2017) – reflexivní prózy, homilie, básně